# Bíró László (szatmári püspök)
Dr. Bíró László (Nagysomkút, 1806. január 6. – Szatmárnémeti, 1872. január 21.) szatmári püspök, a bölcselet doktora.

## Életpályája
Bíró László falusi értelmiségi családból származott. Édesapja tanító, majd gazdatiszt volt Nagysomkúton. A teológia elvégzése után bölcseletből doktorált. Szatmárnémetibe visszatérve Hám János püspök jobbkezeként, legfőbb segítőjeként dolgozott. Éppen ezért püspöki kinevezését sokan már Hám János halála után várták. A nagy („második alapítóként” tisztelt) püspököt mégsem ő, hanem dr. Haas Mihály követte a főpásztori székben (ő 1858 és 1866 között állt az egyházmegye élén).
Haas püspök halála után, 1866. szeptember 14-én  nevezték ki az egyházmegye élére. Bécsben szentelik püspökké, 1867 április 11-én.

### Püspöksége alatt
Felépíttette a Szent József Árvaházat, a Rákóczi utcai Kiskonviktust. Hám János példáját követve egyházmegyéjében kiemelt figyelmet szentelt a szegényeknek, árváknak, öregeknek és a tanuló ifjúságnak. Szatmárnémetiben megalapította az árva lányok intézetét, és 69 diák részére ösztöndíjat alapított, az egyházmegyei papok, néptanítók, tanítónők és óvónők részére nyugdíjalapot hozott létre. Pártolta egyházmegyéjében a művészeteket.
Létrehozta a Szent Cecil Ének- és Zeneegyüttest, felépíttette az egyesület otthona, tanuló- és szórakozóhelye céljára szolgáló épületet.

### Az I. vatikáni zsinaton
Ő az egyetlen szatmári püspök, aki részt vett a Világegyház egyik egyetemes zsinatán. Az első vatikáni zsinaton való felszólalásaival – a történetírás tanúsága szerint – nagy tekintélyt szerzett a magyar püspöki karnak.
1872. január 12-én halt meg, és a szatmárnémeti székesegyházban temették el. Az új püspök kinevezéséig Némethy József kanonok vezette az egyházmegyét.